# Association for Information Management
Association for Information Management – brytyjskie stowarzyszenie bibliotek specjalnych i centrów informacyjnych. Założone w 1924 roku w Anglii jako Association of Special Libraries and Information Bureaux. ASLIB odgrywa istotną rolę w rozwoju zawodowym poprzez szkolenia i program wydawniczy. Opiera się na członkach z organizacji akademickich, korporacyjnych i sektora publicznego. Około 75% jej członków ma siedzibę w Wielkiej Brytanii. ASLIB prowadzi również magazyn Management Information (dystrybuowany do członków), który ukazuje się 10 razy w roku. The Association for Information Management w 2010 roku zostało przejęte przez MCB Group, spółkę holdingową Emerald Group Publishing Limited.